# Титлов, Михаил Алексеевич
Михаил Алексеевич Титлов (1913—1998) — полярный лётчик, участник Великой Отечественной войны, Герой Советского Союза (1955).

## Биография
Михаил Титлов родился 21 февраля 1913 года в Моршанске. С раннего возраста проживал в Москве, окончил там восемь классов школы и два курса механического техникума, работал в артели, на заводе, на стройке Московского метрополитена. В 1936 году Титлов окончил Балашовскую авиационную школу Гражданского воздушного флота, после чего работал пилотом Хабаровского авиационного предприятия.
В ноябре 1941 года Титлов был призван на службу в Рабоче-крестьянскую Красную Армию. Участвовал в Великой Отечественной войне на Крайнем Севере, проводил воздушную разведку, спасал экипажи потопленных судов и сбитых самолётов, перегонял гидросамолёты, первым стал производить беспосадочные перелёты между Архангельском и Диксоном длительностью от 16 до 18 часов.
После окончания войны Титлов продолжил службу на Крайнем Севере. 29 сентября — 2 октября 1945 года он совершил беспримерный на тот момент перелёт от Москвы до устья реки Индигирки. 13 декабря 1946 года он из-за отказа мотора самолёта был вынужден совершить посадку на лёд и провести шестнадцать суток в ожидании эвакуации. В марте 1947 года в звании младшего лейтенанта Титлов был уволен в запас и направлен на работу в Управление Полярной авиации Главсевморпути. Принимал самое активное участие в нескольких Высокоширотных воздушных экспедициях, обеспечении воздушных мостов с дрейфующими станциями.
Указом Президиума Верховного Совета СССР от 29 августа 1955 года за «успешное выполнение заданий командования и проявленные при этом мужество и отвагу» командир авиационного отряда полярной авиации Михаил Титлов был удостоен высокого звания Героя Советского Союза с вручением ордена Ленина и медали «Золотая Звезда» за номером 10784.
Почётный полярник. Был награждён тремя орденами Ленина, орденами Отечественной войны 1-й и 2-й степеней, Трудового Красного Знамени, рядом медалей.
Всего же за двадцать лет работы Титлов налетал около 10 тысяч часов, пролетел около 3 миллионов километров. Уйдя с лётной работы, проживал в Москве по адресу: Ленинградский проспект, 71. Скончался 27 июля 1998 года, похоронен на Красногорском кладбище.